# Schreiers förmodan
Inom gruppteori är Schreiers förmodan en förmodan som säger att gruppen av yttre automorfier av varje ändlig enkel grupp är lösbar. Den framlades av Otto Schreier 1926, och numera vet man att den är sann som en konsekvens av klassificeringen av ändliga enkla grupper, men inget enklare bevis är känt.